# Ревуца (приток Вага)
Ревуца (словац. Revúca) — река в Словакии, протекает по Жилинскому краю. Длина реки — 32,20 км. Площадь водосборного бассейна — 265,729 км². Код реки — 4-21-02-11793. Общее направление течения северо-восточное. Левый приток Вага, впадает на высоте 474 м.

## Бассейн
Притоки по порядку от устья:
- Trlenský potok (лв)
- Matejkovský potok (лв)
- Vyšný Matejkov (лв)
- Strelovec (пр)
- Lúžňanka (пр)
  - Banské (лв)
  - Ráztočná (пр)
    - Červený potok (пр)
    - Machnatá (лв)

  - Brezový potok (лв)
  - Hlboký potok (пр)
- Korytnica (пр)
  - Patočiny (пр)
    - Skorušovský potok (лв)

  - Medokýš (пр)
  - Barborinský potok (пр)
- Skalný potok (лв)
  - Čierny potok (лв)
- Teplý potok (лв)
- Hričkovský potok (пр)
- Turecký potok (лв)
- Šturec (пр)
- Lopušná (лв)[2]